# Buttigieg
Buttigieg, amb la variant Butigieg, és un cognom maltès.

## Etimologia
D'origen àrab, aquest patronímic fou originalment un sobrenom basat en la paraula maltesa tiġieġa, ‘gallina’, (derivat de l'àrab: دَجَاجَة, dajāja), precedit de la paraula àrab abu, ‘pare (de)’ (àrab: أبو, abū), aquí amb el sentit de ‘propietari (de)’, ‘el qui té’; designava probablement un criador o venedor de gallines, un volailler, en francès.
La presència del cognom Buttigieg a Malta fou testificada l'any 1419 sota les formes Butugegi, Butigegi, i l'any 1480 sota la forma Butigeg.

## Distribució al món
Segons el lloc web Forebears, l'any 2014, hi havia al món 5.493 persones que tenien aquest cognom, de les quals 2.311 a Malta (sobretot a Gozo). Fora de l'arxipèlag maltès, el nom Buttigieg es troba essencialment a Austràlia, en el si de la comunitat maltesa. A França, tenen aquest cognom generalment els repatriats d'Algèria (i els seus descendents) d'origen maltès.
| País         | Nombre de persones portant aquest patronímic (2014) |
| ------------ | --------------------------------------------------- |
| Malta        | 2 311                                               |
| Austràlia    | 1 276                                               |
| Anglaterra   | 430                                                 |
| França       | 429                                                 |
| Estats Units | 310                                                 |
| Canadà       | 293                                                 |
| Alemanya     | 202                                                 |
| Grècia       | 98                                                  |
| Gibraltar    | 62                                                  |
| Suïssa       | 27                                                  |

## Personalitats que tenen el cognom
- Anton Buttigieg (1912–1983), president de la República de Malta de 1976 a 1981
- Helena Butigieg (nascuda l'any 1997), carabin francesa
- John Buttigieg (nascut l'any 1963), jugador de futbol maltès
- Michael Franciscus Buttigieg (1793–1866), prelat maltès, bisbe de Gozo de 1864 a 1866
- Pete Buttigieg (nascut l'any 1982), polític americà
- Ray Buttigieg (nascut l'any 1955), poeta i músic maltès.